# Deutsche Bischöfe im Weltkrieg
Deutsche Bischöfe im Weltkrieg ist der Titel eines Dokuments der römisch-katholischen Deutschen Bischofskonferenz. Das „Wort zum Ende des Zweiten Weltkriegs vor 75 Jahren“ wurde am 29. April 2020 aus Anlass des bevorstehenden 75. Jahrestags des Kriegsendes veröffentlicht und ist nach Aussage des Vorsitzenden der Bischofskonferenz, Bischof Georg Bätzing, als Schuldbekenntnis zu verstehen.

## Vorgeschichte
An der Rolle der deutschen Bischöfe im Nationalsozialismus bemängelt der kirchenkritische Schriftsteller Karlheinz Deschner, dass die Klagen der katholischen Kirche in Deutschland stets der Verletzung katholischer Interessen, nicht dem System des Nationalsozialismus als solches galten. Die katholischen deutschen Bischöfe hatten sich während der 1930er-Jahre und im Zweiten Weltkrieg lange darauf beschränkt, lediglich durch Eingaben an die Reichsregierung gegen Missstände zu protestieren, da es unter den Bischöfen einen länger dauernden Konflikt und eine Führungskrise sowie unterschiedliche Auffassungen über das Vorgehen gab, die das Gremium an den Rand einer Spaltung brachten. Öffentliche Proteste der deutschen Bischöfe gegen Justizmorde an ihren Gegnern, gegen die Verfolgung von Liberalen, Demokraten und Kommunisten fanden daher nicht statt, genauso wenig wie gegen Homosexuelle und Bibelforscher. Ein Protest der Bischöfe gegen Hitlers Überfall auf Österreich, die Tschechoslowakei, Polen, Dänemark, Norwegen, Belgien, Holland, Frankreich oder die Sowjetunion blieb ebenso aus, wie ein Aufbegehren gegen Judenpogrome, die Zerstörung von Synagogen, die Verschleppung und Vergasung der Juden. Exemplarisch für die Haltung der deutschen Bischöfe ist ein mit Imprimatur des Bischöflichen Ordinariats (8. November 1938) des Bistums Münster versehenes „Vademecum für den katholischen Soldaten“, in welchem es heißt: „Der Führer verkörpert die Einheit des Volkes und Reiches. Er ist der oberste Träger der staatlichen Gewalt. Ihm als solchen zu gehorchen, ist der christliche Deutsche auch ohne Eid im Gewissen gebunden [...]. Ist dem deutschen Soldaten solche Treue seinem Führer und obersten Befehlshaber zu geloben schon leicht gemacht, weil er in ihm das Vorbild wahrhaft soldatischen Wesens und soldatischer Treue erkennt, weil er seine Treue einem Manne schenkt, der den Sinn seines Lebens in der Mehrung der Größe und Ehre seines Volkes sieht und Tag und Nacht selbst das Beispiel der Treue gibt, dann wird der christliche Soldat erst recht sein Gelöbnis in Ernst und Freudigkeit des Herzens sprechen können, weil ihn sein Glaube lehrt, in der Person des Herrschers über die rein menschlichen Fähigkeiten und Leistungen hinaus die ihm von Gott verliehene Herrlichkeit und Ehre zu erkennen und anzuerkennen.“
Erst im August 1943 entschlossen sich die katholischen deutschen Bischöfe, sich in einem gemeinsamen Hirtenbrief mit dem Titel „Zehn Gebote als Lebensgesetz der Völker“ öffentlich zu äußern, und erklärten darin am 12. September 1943: „Tötung ist in sich schlecht, auch wenn sie angeblich im Interesse des Gemeinwohls verübt wurde: An schuld- und wehrlosen Geistesschwachen und -kranken, an unheilbar Siechen und tödlich Verletzten, an erblich Belasteten und lebensuntüchtigen Neugeborenen, an unschuldigen Geiseln und entwaffneten Kriegs- oder Strafgefangenen, an Menschen fremder Rassen und Abstammung.“
Nach Kriegsende legten auf Initiative von elf nordwestdeutschen Bischöfen die deutschen Bischöfe am 23. August 1945 in Fulda ein Schuldbekenntnis ab und erklärten: „Viele Deutsche, auch aus unseren Reihen, haben sich von den falschen Lehren des Nationalsozialismus betören lassen.“ Sie seien den Verbrechen gegenüber gleichgültig geblieben und hätte ihnen sogar Vorschub geleistet.  „Viele sind selber Verbrecher geworden.“ Seitdem hätten die Bischöfe nach Erkenntnissen des Historikers Ulrich Helbach ihre Rolle in der NS-Zeit nie mehr kritisch thematisiert.
Am Ende des Zweiten Vatikanischen Konzils richteten die polnischen Bischöfe am 18. November 1965 eine Botschaft an die Mitglieder der Deutschen Bischofskonferenz, die angesichts zahlloser Toter und Vertriebener auf beiden Seiten in dem Satz gipfelte: „Wir vergeben und bitten um Vergebung.“ Die Erklärung stieß bei der kommunistischen Regierung der Volksrepublik Polen auf entschiedenen Widerspruch. Die deutschen Bischöfe antworteten am 5. Dezember 1965 sehr distanziert und für die polnischen  Bischöfe enttäuschend, da man eine Aussage zur Oder-Neiße-Grenze erhofft hatte; in Deutschland befürchtete man, dass vor allem eine Aussage zur Anerkennung der deutsch-polnischen Grenze den Gläubigen, vor allem den Heimatvertriebenen, nur schwer zu vermitteln sei.

## Entstehung des Textes
Eine Auseinandersetzung mit dem Verhalten der deutschen Bischöfe in den 1930er- und 1940er-Jahren war wiederholt gefordert worden, zuletzt in einem Schreiben, das der deutsche Theologe Heinrich Missalla kurz vor seinem Tod am 3. Oktober 2018 an die Deutsche Bischofskonferenz richtete und in dem er anlässlich des 80. Jahrestages des Kriegsausbruchs „ein offenes und ehrliches Bekenntnis zum problematischen Verhalten der damaligen Bischöfe zu Hitlers Krieg“ verlangte. Unterstützt wurde das Anliegen von der katholischen Friedensbewegung Pax Christi und der  „KirchenVolksBewegung Wir sind Kirche“. Die Deutsche Bischofskonferenz beschloss im Oktober 2019, eine Stellungnahme zum Verhalten der Bischöfe im Zweiten Weltkrieg zu veröffentlichen, auf ihrer Frühjahrsvollversammlung im März 2020 verabschiedete sie den inzwischen erarbeiteten Text.
Der Text beruht auf Untersuchungen der Kommission für Zeitgeschichte, die die Geschichte des deutschen Katholizismus im 19. und 20. Jahrhundert erforscht, und wurde unter Koordination der  Deutschen Kommission Justitia et Pax erstellt. Dabei suchte die Kommission auch den Kontakt zur Polnischen und zur Französischen Bischofskonferenz, deren Länder während des Zweiten Weltkriegs besonders unter der deutschen Besatzung litten. Die 23-seitige Erklärung wurde herausgegeben als Nr. 107 in der Schriftenreihe „Die deutschen Bischöfe“ und am 29. April 2020 in einer Video-Pressekonferenz vom Vorsitzenden der Deutschen Bischofskonferenz, Bischof Georg Bätzing, dem Vorsitzenden der Kommission „Justitia et Pax“, Bischof Heiner Wilmer, und für die Kommission für Zeitgeschichte von dem Historiker Christoph Kösters vorgestellt.

## Inhalt

### 1. Abschnitt: Die Gegenwart der Erinnerung
Im ersten Abschnitt (S. 9–11) gehen die Bischöfe den Kriegsfolgen und der Erinnerung an den Zweiten Weltkrieg in der Gesellschaft der beiden deutschen Staaten und in der Kirche nach, die nicht ohne Konflikte verlaufen seien. Sie sprechen die Gefühle von Scham und Schuld wie auch der Erleichterung darüber an, dass Krieg und die Zeit des Nationalsozialismus vorüber seien; für viele sei das Kriegsende mit schmerzhaften Vertreibungserfahrungen und dem Verlust der Heimat verbunden gewesen. Die Bischöfe begrüßen den europäischen Kontext der deutschen Erinnerungskultur und die Tatsache, dass eine kritische Auseinandersetzung mit der Vergangenheit heute zum Selbstverständnis der Bundesrepublik  Deutschland gehöre. Dabei sei „die Bereitschaft unserer Nachbarn zur Versöhnung ... ein bleibendes Geschenk, für das wir demütig dankbar sind“, so dass es möglich geworden sei, dass sich die Deutschen mit sich, ihrer schuldbelasteten Vergangenheit und ihren Nachbarn weitgehend ausgesöhnt hätten. Erst spät sei in Deutschland verstanden worden, dass der Tag des Kriegsendes am 8. Mai 1945 auch für die Deutschen „vor allem ein Tag der Befreiung“ war. Aus Respekt vor den Opfern sei jetzt der Jahrestag des Kriegsendes ein Anlass, das Verhalten der damaligen Bischöfe kritisch zu betrachten und auch Verfehlungen zu benennen, nicht zuletzt bestärkt durch die Klagen, „dass die katholischen Bischöfe in Deutschland die katholischen Soldaten in ihrer Gewissensnot allein gelassen und sich – mehr noch – am Krieg beteiligt hätten“. Die Bischöfe seien bemüht, die Gründe für das Handeln ihrer Vorgänger zu erkennen, um für das eigene Wirken zu lernen.

### 2. Abschnitt: Das Verhalten der katholischen Bischöfe in Deutschland während des Zweiten Weltkriegs
Auf den Seiten 12 bis 15 tragen die Bischöfe Fakten über die Verflechtungen zwischen der katholischen Kirche und Staat und Gesellschaft während des Weltkriegs zusammen und konstatieren, bei aller inneren Distanz, bisweilen sogar offener Gegnerschaft zum Nationalsozialismus sei die katholische Kirche in Deutschland „Teil der Kriegsgesellschaft“ gewesen.
- Sie verweisen auf die Tätigkeit von Militär- und Gefängnisseelsorgern und Dienste in der Krankenpflege in Lazaretten und kirchlichen Häusern. „Trotz massiver Bedrängnisse der Kirche durch Staat und NSDAP, blieb – wie schon im Ersten Weltkrieg – die patriotische Bereitschaft, die materiellen, personellen und geistigen Ressourcen der Kirche für den Kriegseinsatz zu mobilisieren, bis zum Ende ungebrochen.“
- Als deutsche Truppen einen völkerrechtswidrigen Angriff auf Polen unternahmen, ließen die katholischen Bischöfe in ihren Predigten und Hirtenbriefen zwar überwiegend Zurückhaltung erkennen, riefen jedoch Soldaten und  Gläubige „zu  Treue,  Gehorsam  und  Pflichterfüllung, zu Bewährung, Sühne und Opfersinn“ auf.
- Die damaligen Bischöfe legitimierten den von Deutschland ausgehenden Krieg nicht mehr ausdrücklich als „gerecht“, und sie teilten nicht die rasseideologische Begründung des Krieges durch die Nationalsozialisten; allerdings akzeptierten sie die zu bringenden Opfer aus einem nationalen, „vaterländischen“ Denken heraus. Sie ließen etwa nach dem Sieg über Frankreich 1940 die Kirchenglocken läuten und begrüßten den Angriff auf die Sowjetunion als „Kreuzzug“ gegen den „gottlosen Bolschewismus“, was das Kriegsgeschehen zusätzlich religiös auflud und dem Krieg einen zusätzlichen Sinn verlieh.
- Die deutschen Bischöfe zeigten sich seinerzeit entsetzt über das Leiden und Sterben der Soldaten und die Erschütterungen des Bombenkriegs gegen die heimische Zivilbevölkerung. Die Leiden der Anderen seien hingegen nur ungenügend in den Blick gekommen.
- Der offene Protest der deutschen Bischöfe gegen den nationalsozialistischen Vernichtungskrieg sei aus nationalem Bewusstsein ausgeblieben; man habe „auf die (illusorische) Verhaltensänderung der politischen Führung, auf die Einhaltung der rechtlichen Vereinbarungen sowie auf die tugendhafte Pflichterfüllung der Geführten“ gesetzt. Gegen die Verbrechen an den vom Naziregime Verfolgten, insbesondere den Juden, hätten öffentlich nur einzelne Bischöfe wie der Münsteraner Bischof Clemens August Graf von Galen protestiert. Erst am 19. August 1943 rang sich die Bischofskonferenz zu dem gemeinsamen Hirtenbrief „Über die zehn Gebote als Lebensgesetz der Völker“ durch und klagte die Bindung der staatlichen Ordnung an Wahrheit und göttliches Recht und das bedingungslose Recht auf Leben öffentlich ein; die Soldaten wurden jedoch weiterhin „zu treuer Pflichterfüllung“ aufgerufen.

Die Deutsche Bischofskonferenz folgert aus solchen Untersuchungsergebnissen:

„Letztlich fanden die Bischöfe keinen Ausweg aus der Spannung, die sich aus der geteilten Vorstellung patriotischer Verpflichtung im Krieg, der Legitimität staatlicher Obrigkeit, den daraus resultierenden Gehorsamspflichten sowie den offenkundigen Verbrechen ergab. [...] Indem die Bischöfe dem Krieg kein eindeutiges ‚Nein‘ entgegenstellten, sondern die meisten von ihnen den Willen zum Durchhalten stärkten, machten sie sich mitschuldig am Krieg.“

Bischof Heiner Wilmer, der Vorsitzende der Deutschen Kommission Justitia et Pax, bezeichnete diese Aussage bei der Vorstellung des Dokuments als die Kernaussage des Textes.

### 3. Abschnitt: Zugänge des Verstehens
Die Bischofskonferenz, so das Dokument, müsse sich um historischen Verstehen bemühen, weil man es nicht zuletzt den Opfern schuldig sei, zu ergründen, wie sich solche Haltungen entwickeln konnten und womit sie begründet wurden. Im dritten Abschnitt (S. 16–20) werden die folgenden Aspekte aufgeführt, das Verhalten zum Krieg nachvollziehbar zu machen, es aber nicht zu entschuldigen. Hierbei seien aber vorschnelle Verallgemeinerungen vom Verhalten einzelner Bischöfe auf alle zu vermeiden.
- Traditionelle Ordnungsvorstellungen waren leitend, die auf antike Philosophie und Theologie zurückgehen und im Mittelalter weiterentwickelt wurden. Denen zufolge werden staatliche Ordnung und Gewalt als von Gott gegeben und legitimiert betrachtet, was Kritik an den Verantwortlichen nicht ausschloss. Auflehnung gegen die staatliche Ordnung wurde als Auflehnung gegen den göttlichen Willen verstanden. Auch der deutsche Staat im Nationalsozialismus wurde, obwohl die  Bischöfe die NS-Weltanschauung klar ablehnten, als eine Ordnungsmacht angesehen, die es zu respektieren und zu schützen galt.
- Die christliche Lehre vom „gerechten Krieg“ wurde trotz der Erfahrungen des Ersten Weltkriegs nicht hinterfragt, Krieg als Form politischer Auseinandersetzung und eine selbstverständlicher Anwesenheit des Militärischen und Soldatischen im Alltag waren auf breiter Basis akzeptiert.
- Es galt gerade im Krieg als selbstverständliche patriotische  Pflicht, zum Vaterland zu stehen, wobei die Interessen und Rechte der anderen Nationen aus dem Blick gerieten. Der Versailler Vertrag mit seiner Zuweisung der alleinigen Schuld am Ausbruch des Ersten Weltkriegs an Deutschland und den als ungerecht empfundenen massiven Auflagen wurde auch von den deutschen Bischöfen als Demütigung empfunden.
- Die Auseinandersetzung mit dem Kommunismus und der Kampf gegen den Bolschewismus als religionsfeindliches  Gesellschaftssystem bestimmte das nationalsozialistische Denken und die Intentionen der deutschen Bischöfe gleichermaßen.
- Die Bischöfe sahen sich an das Reichskonkordat von 1933 gebunden, das die seelsorgerische Tätigkeit der Kirche garantierte. Diese Position wurde für die Bischöfe jedoch schwieriger, je weiter die Nationalsozialisten das kirchliche Leben auf die Sakristei zurückdrängten und viele Priester, Ordensleute und katholische Laien inhaftiert wurden.
- Den Herausforderungen des rasseideologischen Vernichtungskriegs gegenüber war die Bischofskonferenz aufgrund ihrer inneren Organisation institutionell zu schwach, um effektiv zu einer gemeinsamen Handlungslinie zu kommen. Bindende Wirkung hatten nur einstimmig gefasste Beschlüsse, ohne dabei für alle Bischöfe verbindlich zu sein. Ein Bemühen um  innere Geschlossenheit hinderte die Bischöfe an eindeutigen öffentlichen Aussagen.

### 4. Abschnitt: Lehren für die Zukunft
Im vierten Abschnitt (S. 21–23) beklagen die Bischöfe, dass „der Verweis auf die vielen Märtyrer der Konzentrationslager und Hinrichtungsstätten sowie die Anwaltschaft der Bischöfe für das eigene deutsche Volk“ lange Zeit für die meisten Katholiken eine hinreichende Antwort auf die Fragen nach der Mitverantwortung und Schuld in Krieg und Nationalsozialismus gewesen sei, so dass viel zu spät „auch unter den Bischöfen die eigenen Verstrickungen in das Dritte Reich und den Zweiten Weltkrieg thematisiert und selbstkritisch betrachtet wurden“. Besonders beschämend sei es, dass „die Leiden und Opfer der Anderen“ nicht in den Blick gekommen, geschweige denn offen angesprochen worden seien. Hilfreich seien bei der Veränderung dieses verdrängenden Blickwinkels der Austausch und die Wege der Versöhnung mit den Nachbarländern, besonders mit Frankreich und Polen, gewesen; diese Begegnungen würden bis heute zur Erneuerung der Kirche beitragen.
Die Bischöfe nennen als Lehren aus dieser Geschichte:
- Neubestimmung des Verhältnisses von Kirche und Religion, Schärfung der Rolle der Kirche im Staat im Sinne einer kritischen Zeitgenossenschaft
- Verpflichtung für die Kirche, „die in der Gottesebenbildlichkeit gründende Würde aller Menschen, die unveräußerlichen Menschenrechte, die sittlichen Grundsätze über die soziale Ordnung und alles, was dem Heil der Seelen dient, in jedem Staat und von jeder Regierung einzufordern und selbst zur Verwirklichung beizutragen“
- erneuerte Formen von Militär- und Gefängnisseelsorge als Beispiel für ein neues Miteinander von Staat und Kirche
- Erkenntnis, dass  Solidarität im christlichen Sinn nicht auf das eigene Volk begrenzt ist
- Vertiefung der kirchlichen Friedenslehre im Lichte neuer Erfahrungen, Übergang einer Lehre vom „Gerechten Krieg“ zu einem Leitbild des „Gerechten Friedens“.